# Buriticupu
Buriticupu é um município brasileiro do estado do Maranhão. Segundo o censo do IBGE de 2022, sua população é de 55.499 habitantes. A área do município de Buriticupu é de 2.553,663 quilômetros quadrados, o que o coloca na posição 30 dentre as 217 cidades do estado do Maranhão.

## História
Os primeiros povos a chegar à região foram os povos indígenas tupis-guaranis e os awá-guajás, que saíram do litoral para a região central do Maranhão após a chegada dos portugueses na costa maranhense. Em 1941, houve a chegada dos guajajaras, trazidos pelo extinto Serviço de Proteção ao Índio (SPI).
No início da década de 1970, o governo do Maranhão instalou um projeto de colonização para assentamento de trabalhadores rurais na região em razão do processo de expansão da fronteira agrícola no Maranhão em direção à zona amazônica do estado, com a criação da Companhia Maranhense de Colonização (COMARCO) durante o governo de Pedro Neiva de Santana.
O “Programa Pioneiro de Colonização de Buriticupu” foi o primeiro projeto de colonização executado pelo governo do Estado do Maranhão, com uma área de 300.000 hectares. Esse projeto originou um povoado de nome Buriticupu, nome dado por se localizar às margens do rio Buriticupu, toponímia que é resultado da junção do nome de dois frutos típicos da região: buriti e cupuaçu, e que teria sido dada pelos guajajaras.
No entorno do povoado, além das atividades agropastoril e comercial, desenvolveu-se a extração de madeira. Essa atividade de extração de madeira foi sua principal economia por um período de tempo. Esse processo de expansão econômica foi marcado por choques entre especuladores de terra, negociantes de madeira, fazendeiros e latifundiários com trabalhadores rurais, praticantes de agricultura familiar e indígenas.
Apesar dos conflitos e das dificuldades enfrentadas após a instalação do assentamento, o povoado cresceu economicamente e em número de habitantes, em razão da exploração agrícola, das numerosas indústrias madeireiras que se instalaram e por sua excepcional vocação comercial, atraindo novos moradores.
Buriticupu foi elevado à condição de município por meio da Lei Estadual nº 6.162, de 10 de novembro de 1994, tendo sido desmembrado de Santa Luzia e instalado em 01 de janeiro de 1997.

## Geografia

### Relevo
O município fica localizado no Planalto Dissecado Gurupi-Grajaú, constituído de baixas altitudes, com media de 350 metros, com superfície plana e levemente ondulada.

### Clima
O clima é o tropical quente e úmido, com moderada deficiência de água entre os meses de junho a setembro. É megatérmico, com temperatura média anual entre 25°C e 26°C. A umidade relativa do ar anual gira em torno de 73 e 79% e os totais pluviométricos anuais entre 1200 a 1600 mm.

### Hidrografia
Buriticupu faz parte da bacia hidrográfica do rio Pindaré, que corta o seu território, tendo como afluentes no município os rios Buriticupu, Dente de Porco e Córrego Açaizal. Outros rios encontrados são os córregos Jambu, Brejinho e Brejão.

### Vegetação e biodiversidade
A vegetação do município é a Floresta Amazônica, composta pela floresta ombrófila aluvial e submontana.
O primeiro tipo ocupa as áreas mais úmidas dos vales onde se destacam as palmáceas: açaí (Eurterpe olerácea), buriti (Mauritia Vinifera) e buritirana (Mauritia aculeata); o segundo tipo corresponde às formações mais exuberantes, ocupando as áreas dissecadas do relevo de planalto com solos medianamente profundos, composta principalmente por árvores de alto porte, algumas ultrapassando 50 m, onde se destacam a seringueira (Hevea brasiliensis) e a andiroba (Carapa guianensis).

### Demografia
De acordo com o Censo Demográfico de 2010, 66,51% da população do município é católica e 25,37% evangélica.
Em 2010, a população urbana foi equivalente a 55% dos habitantes e a rural a 45%.
Parte da Terra indígena Araraboia, onde vivem os guajajaras e awá-guajás, fica localizada no município.
De acordo com o Censo Demográfico 2022, a população do município de Buriticupu era de 55.499 habitantes e a densidade demográfica era de 21,81 habitantes por quilômetro quadrado. Comparando-se com outros municípios do estado do Maranhão, ficava nas posições 20 e 91 de 217. Já a estimativa de crescimento populacional para 2024 era de 56.896 pessoas.

## Economia
O PIB do município ficou, em 2019, em R$ 548.058.140, correspondendo ao 23º maior PIB do estado.
A distribuição setorial do PIB em 2018 ficou: Agropecuária (19,26%), Indústria (3,87%), Serviços- Administração, defesa, educação e saúde públicas e seguridade social (44,18%) e Serviços- Demais setores (32,56%).
A pecuária é a principal atividade econômica no município, sendo o rebanho bovino o mais importante, com criação semi-intensiva em pastos plantados e mais de 140 mil cabeças, sendo voltado para o corte, abate e produção leiteira.
Os principais produtos cultivados são a soja, o milho, a mandioca, o tomate e o arroz.
Em 2021, o PIB per capita do município de Buriticupu era de R$ 10.165,53. Comparando-se com outros municípios do estado do Maranhão, ficava na posição 80 de 217. Já o percentual de receitas externas em 2023 era de 80,16%, o que o colocava na posição 194 de 217.
| PIB per capita [2021]                                                                           | 10.165,53 R$      |
| Índice de Desenvolvimento Humano Municipal (IDHM) [2010]                                        | 0,556             |
| Total de receitas brutas realizadas [2023]                                                      | 311.300.131,76 R$ |
| Transferências correntes (Percentual em relação às receitas correntes brutas realizadas) [2023] | 80,16 %           |
| Total de despesas brutas empenhadas [2023]                                                      | 295.838.343,00 R$ |

Fonte: IBGE
| Salário médio mensal dos trabalhadores formais [2022]                                             | 2,0 salários mínimos |
| Pessoal ocupado [2022]                                                                            | 5.915 pessoas        |
| População ocupada [2022]                                                                          | 10,66 %              |
| Percentual da população com rendimento nominal mensal per capita de até 1/2 salário mínimo [2010] | 51,7 %               |

Fonte: IBGE

## Infraestrutura

### Rodovias
A principais rodovias do município são a BR-222 e a MA-006, entre Arame e Buriticupu.

### Ferrovia
A Estrada de Ferro Carajás possui um terminal ferroviário na localidade Presa de Porco, zona rural do município de Buriticupu, distante aproximadamente 58 km da sede municipal.

### Comunicações
A TV Buriticupu (canal 13) é filiada à TV Meio Norte, o Jornal Hora do Povo, impresso com circulação mensal, e rádios locais.

### Educação
Há um campus do Instituto Federal do Maranhão (IFMA), além de faculdades privadas.
A rede municipal possui 69 escolas. A rede estadual é formada pela Unidade Integrada Padre Edmilson de Sousa Freire, que possui três anexos na área rural.
Em 2010, a taxa de escolarização de 6 a 14 anos de idade do município de Buriticupu era de 96,1%. Comparando-se com outros municípios do estado do Maranhão, ficava na posição 140 de 217. Já o Índice de Desenvolvimento da Educação Básica (IDEB), no ano de 2023, para os anos iniciais do ensino fundamental na rede pública era 4,4 e para os anos finais, 4,1.  
| Taxa de escolarização de 6 a 14 anos de idade [2010]             | 96,1 %            |
| IDEB – Anos iniciais do ensino fundamental (Rede pública) [2023] | 4,4               |
| IDEB – Anos finais do ensino fundamental (Rede pública) [2023]   | 4,1               |
| Matrículas no ensino fundamental [2023]                          | 10.050 matrículas |
| Matrículas no ensino médio [2023]                                | 3.321 matrículas  |
| Docentes no ensino fundamental [2023]                            | 735 docentes      |
| Docentes no ensino médio [2023]                                  | 193 docentes      |
| Número de estabelecimentos de ensino fundamental [2023]          | 72 escolas        |
| Número de estabelecimentos de ensino médio [2023]                | 9 escolas         |

Fonte: IBGE

### Saúde
A referência do município é o o Hospital Municipal Pedro Neiva de Santana.

## Política
O Poder Legislativo de Buriticupu é exercido pela Câmara Municipal, composta de 11 vereadores.
O Poder Executivo é exercido pela Prefeitura de Buriticupu, e é representado pelo prefeito, vice-prefeito e secretários municipais.
O município é termo sede da Comarca de Buriticupu, além de contar representantes do Ministério Público do Maranhão e da Defensoria Pública do Estado.

## Cultura e turismo
As quadrilhas são tradicionais nas festas juninas da cidade. O Carnaval também é uma festividade importante, assim como desfile da Independência do Brasil e o aniversário da cidade.
Os pratos típicos são o bode, a feijoada e a panelada.
O potencial turístico do município encontra-se na sua natureza, com resquícios da Floresta Amazônica, os rios Pindaré e Buriticupu e os morros.